# Eftra distrikt
Eftra distrikt är ett distrikt i Falkenbergs kommun och Hallands län. 
Distriktet ligger vid kusten, söder om Falkenberg. 

## Tidigare administrativ tillhörighet
Distriktet inrättades 2016 och utgörs av socknen Eftra i Falkenbergs kommun.
Området motsvarar den omfattning Eftra församling hade vid årsskiftet 1999/2000.